# Dubravka Ugrešić
Dubravka Ugrešić (Kutina, 27. mart 1949 — Amsterdam, 17. mart 2023) bila je jugoslovenska, hrvatska i holandska književnica.

## Biografija
Završila je komparativnu i rusku književnost na Filozofskom fakultetu u Zagrebu. Dvadesetak godina radila je u Institutu za nauku o književnosti pri Filozofskom fakultetu u Zagrebu. Početkom devedesetih piše eseje protiv nacionalizma, rata i etničke mržnje (kasnije sakupljene u zbirci Kultura laži), zbog čega je hrvatski mediji i hrvatska javnost proglašavaju „izdajnicom“, „narodnim neprijateljem“ i „vješticom”. Godine 1993. Dubravka Ugrešić napušta Hrvatsku i od tada živi u inostranstvu (najčešće se zadržava u Holandiji), gdje piše, predaje na američkim i evropskim univerzitetima i sarađuje u evropskim novinama i časopisima.
Možda je najpoznatija po kratkom romanu Štefica Cvek u raljama života, s podnaslovom Patchwork roman, u kojem se postmodernistički, ironično i duhovito igra trivijalnom literaturom (ljubavni roman) gradeći tekst kao krojni arak s naslovima koji slijede sve krojačke termine, te grafički i sadržajno ušivajući citate, pisma, savjete. Štefica je, nakon ustanovljene popularnosti, 1984. uspješno prebačena i na film (U raljama života, Rajka Grlića).
Stalno preispitivanje prirode pisanja i književnosti, suprotstavljanje popularne kulture visokoj literaturi, te kasnije problematizovanje egzila i pitanja identiteta, najčešća su obeležja njenih romana.
U koautorstvu s Aleksandrom Flakerom uređivala je Pojmovnik ruske avangarde, djelo u deset knjiga. Takođe se bavila prevodima s ruskog jezika (Danil Harms, Boris Pilnjak), te pisala scenarija za film i televiziju (U raljama života, Za sreću je potrebno troje). Knjige Dubravke Ugrešić prevedene su na gotovo sve evropske jezike i nagrađivane međunarodnim nagradama.
Preminula je u Amsterdamu 17. marta 2023.

## Dela
- Mali plamen (knjiga za djecu, 1971)
- Filip i sreća (knjiga za djecu, 1976)
- Poza za prozu (pripovijetke,1978)[5]
- Nova ruska proza (studija, 1980)
- Štefica Cvek u raljama života (kratak roman,1981)[5]
- Život je bajka (pripovijetke,1983)[5]
- Forsiranje romana-reke (roman, 1988)[5]
- Kućni duhovi (knjiga za djecu, 1988)
- Američki fikcionar (eseji, 1993)[5]
- Kultura laži (eseji, 1996)[5]
- Muzej bezuvjetne predaje (roman,1998)[5]
- Zabranjeno čitanje (eseji, 2001)[5]
- Ministarstvo boli (roman, 2004)[5]
- Nikog nema doma (eseji, 2005)[5]
- Lisica (fikcija, 2017)[5]

## Nagrade
- Nagrada Meša Selimović (1988)
- Nagrada "Ksaver Šandor Gjalski" (1988)
- NIN-ova godišnja nagrada za roman (prva spisateljica koja je dobila nagradu, 1988)
- Nagrada Grada Zagreba (1989)
- Godišnja švajcarska nagrada za najbolju europsku knjigu eseja (Prix Europeen de l’ Essai Charles Veillon, 1996)
- Njemačka nagrada SWF-Bestenliste Literaturpreis (1998)
- Nizozemska nagrada "Versetsprijs" (Versetsprijs, Stichting Kunstenaarsverzet 1942—1945, 1997)
- Austrijska državna nagrada za evropsku književnost (Osterreichischen Staatspreis fur Europaische Literatur 1999)
- Njemačka nagrada za esejistiku "Heinrich Mann" (Heinrich Mann Preis, Akademie Der Kunste Berlin, 2000)
- Priznanje PEN centra BiH (2002)
- Nagrada "Katarina Frankopan" (odbila primiti, 2002)
- Talijanska nagrada Premio Feronia – Citta di Fiano (2004)
- Britanski Independent Foreign Fiction Prize, uži izbor (2006)
- Njegoševa nagrada (2023)

## Spoljašnje veze
- Službena stranica
- Complete Rewiev stranica, s recenzijama i kritikama pojedinih djela
- Feralov intervju
- Intervju Radija 101
- Nacionalov intervju
- Dubravka Ugrešić на веб-сајту  (језик: енглески)
- Dubravka Ugrešić – intervju (Radio Slobodna Evropa, 18. jul 2018)